# 青柳志解樹
青柳 志解樹（あおやぎ しげき、1929年1月24日 - 2021年2月14日）は、日本の俳人・実業家。本名・青柳茂樹。長野県出身。

## 経歴
長野県南佐久郡穂積村（現・佐久穂町）に生まれる。旧制東京農業大学専門部修了。1957年東急グループの「五島ローズガーデン」に入社し、バラ栽培に従事する。1963年に独立し、造園業の「東京緑地」を設立するが、1983年に廃業し、文筆に専念する。
1953年、林邦彦を知り、加藤楸邨の「寒雷」に投句。また同郷の相馬遷子の影響を受ける。1957年「鹿火屋」に入会、原コウ子に師事。1979年「山暦」を創刊・主宰。1992年、句集『松は松』で第32回俳人協会賞、2014年『里山』で第3回与謝蕪村賞を受賞。2018年『冬木の桜』で第52回蛇笏賞候補。
「自然（しぜん）即自然（じねん）」を創作理念として作句。代表的な句に「ヒロシマへつづく夾竹桃の道」「たんぽぽの絮ふるさとを出奔す」「やすらかに割りたる冬の卵かな」などがある。句集に『耕牛』『杉山』『山暦』『楢山』『山霊樹魂』『松は松』『麗江』『花顔』『四望』『里山』など。また植物への造詣が深く、『歳時記の花たち』『百花逍遥』『木の花 草の花』など俳句と植物をテーマにした著作も多数著している。
2021年2月14日、老衰のため死去。

## 著書
- 『杉山 句集』牧羊社, 1973
- 『山暦』(精鋭句集シリーズ 牧羊社, 1976
- 『山水 句集』牧羊社, 1979.6
- 『山雨』(現代俳句選集 牧羊社, 1981.10
- 『初心者のための俳句添削教室』牧羊社, 1982.3
- 『季語深耕「花」』角川選書 1984.11
- 『随談花の歳時記』小学館創造選書 1984.3
- 『楢山 句集』(現代俳句叢書 角川書店, 1984.4
- 『山霊樹魂』(現代俳句選集 牧羊社, 1986.11
- 『俳句の作り方・初歩の初歩 図解ハンドブック 上達のポイントがわかる添削例つき』日本交通公社出版事業局, 1987.9
- 『俳句添削教室』牧羊社, 1988.2
- 『百花逍遥』角川書店, 1990.8
- 『自然派の休日』梅里書房, 1991.9
- 『青柳志解樹集』(自註現代俳句シリーズ 俳人協会, 1992.11
- 『松は松 青柳志解樹句集 (現代俳句18人集 牧羊社, 1992.9
- 『青柳志解樹の華』梅里書房, 1994.5
- 『杉山 青柳志解樹句集』(邑書林句集文庫) 1996.9
- 『青柳志解樹の俳句 鑑賞一九七句』山暦俳句会, 1997.1
- 『木の花草の花』角川書店, 1997.11
- 『俳句の花』編著, 夏梅陸夫 写真. 創元社, 1997.12
- 『麗江 句集』 (花神俳人選) 花神社, 1997.9
- 『花顔 句集』(梅里俳句選書. 現代の定型) 梅里書房, 1999.3
- 『歳時記の花たち』朝日新聞社, 1999.5
- 『季語別青柳志解樹句集』ふらんす堂, 2003.4
- 『草行 青柳志解樹句集』北溟社, 2003.5
- 『「山暦」の俳句 自然と人間そして俳句』角川書店, 2004.4
- 『今日の花明日の花』飯塚書店, 2005.8
- 『四望 句集』角川書店, 2007.6
- 『青柳志解樹の俳句 2 (鑑賞二一九句) 山暦俳句会, 2009.5
- 『大陸吟遊抄』北溟社, 2009.5
- 『里山 句集』(イカロス選書) 文學の森, 2013.5
- 『冬木の桜 句集』角川文化振興財団, 2017.3

### 共著・監修
- 『花木365日 四季を楽しむ観賞と栽培』(読売園芸シリーズ) 浅山英一共著 写真: 夏梅陸夫. 読売新聞社, 1976
- 『三人の四季 句集』伊藤敬子, 佐川広治共著. 牧羊社, 1989.12
- 『山暦俳句歳時記』監修, 邑書林, 1999.5
- 『新山暦俳句歳時記』監修, 邑書林, 2004.5
- 『青柳志解樹の世界 自然即自然のこころ』中村姫路共著. 北溟社, 2014.3